# رونالد وین
رونالد جرالد وین (به انگلیسی: Ronald Gerald Wayne) (متولد ۱۷ مهٔ ۱۹۳۴ در کلیولند، اوهایو) مؤسس شرکت اپل به همراه استیو جابز و استیو وزنیاک است که دو هفته بعد از تأسیس، سهام خودش را به ۲۳۰۰ دلار واگذار کرد.